# Eslavos ocidentais

Países eslavos ocidentais

Eslavos ocidentais são um subgrupo de povos eslavos que falam as línguas eslavas ocidentais. Eles se separaram do grupo eslavo comum ao redor do século VII e estabeleceram políticas independentes na Europa Central nos séculos VIII ao IX. As línguas eslavas ocidentais se diversificaram em suas formas historicamente comprovadas nos séculos X a XIV.
As nações falantes ocidentais hoje incluem os checos, os kashubianos, os poloneses, os silesianos, os eslovacos e os sorábios. Eles habitam uma área contígua na Europa Central, que se estende desde o norte do Mar Báltico até os Sudetos e os Cárpatos no sul, historicamente também através dos Alpes orientais para a península dos Apeninos e a península dos Balcãs.
O grupo eslavo ocidental pode ser dividido em três subgrupos: lechitos, incluindo línguas polonesas, quísseis e as extintas polábia e pomerana; lusácios (Sorábica) e checo-eslovacos. Culturalmente, os eslavos ocidentais se desenvolveram ao longo das linhas culturais de outras nações da Europa Ocidental devido à afiliação ao Império Romano e ao cristianismo ocidental. Assim, eles experimentaram uma divisão cultural com os outros grupos eslavos: enquanto os eslavos orientais e parte dos eslavos meridionais se converteram ao cristianismo ortodoxo, sendo assim culturalmente influenciados pelo Império Bizantino, todos os eslavos ocidentais se converteram ao catolicismo romano, passando assim a cultura influência da Igreja Latina.